# The Great Khali
Dalip Singh Rana, mer känd som The Great Khali, född 27 augusti 1972 i byn Dhirana i Himachal Pradesh i Indien, är en indisk fribrottare och skådespelare som är knuten till World Wrestling Entertainment och programavdelningen Smackdown!. Han är det tredje barnet av sju i familjen och innan den framgångsrika wrestlingkarriären var han verksam som statspolis i Punjab (som han fortfarande tillhör, om än på distans), tyngdlyftare (sannolikt den fysiskt sett störste genom tiderna) och prisad kroppsbyggare (bland annat utsedd till Mr. India vid två tillfällen på 1990-talet). Han brukar refereras till som "Indiens starkaste man". Han är 2,16 meter lång och väger 157 kg.

## Filmkarriär
År 2005 medverkade Singh i Benknäckargänget – Krossa dem som Turley, en av fångarna som lär sig att spela amerikansk fotboll. Han var då också gäst på Late Night with Conan O'Brien 26 maj 2005, tillsammans med sin medspelare Adam Sandler - sannolikt var Singh den längsta gästen i det numera nedlagda programmets sextonåriga historia. Filmen, vars rollista även innehöll Chris Rock, Burt Reynolds, James Cromwell, Rob Schneider, Courteney Cox och wrestlingkollegorna Bill Goldberg, Steve Austin och Kevin Nash, blev med över 158 miljoner inspelade dollar en av det årets mest inkomstbringande filmer i USA. År 2008 medverkade Singh som Agent Dalip Rana (alltså en agent med skådespelarens eget namn) i nyinspelningen av agentparodin Get Smart, med bland andra Steve Carell, Anne Hathaway, Bill Murray och wrestlingprofilen The Rock i rollistan. Den kom att spela in drygt 130 miljoner dollar i USA och ytterligare 100 miljoner runtom i världen, och var med totala intäkter på 230 685 208 dollar en av det årets mest inkomstbringande komedier.

### Filmografi (urval)
- 2005 – Benknäckargänget - Krossa dem
- 2008 – Get Smart

## Privatliv
Singh gifte sig med Harminder Kaur den 27 februari 2002.
Singhs storlek och fysik kräver en väldigt strikt diet som måste innehålla extra mycket proteiner och vitaminer. Därför sägs det att han varje dag äter uppemot 24 ägg, flera kycklingar, gigantiska mängder frukt och dessutom dricker flera liter mjölk och juice för att hålla sig i form.
Andra fribrottare som lanserats som jättar till följd av sin längd är bland andra de ovannämnda Giant Silva, Big Show och André the Giant samt Giant Gonzales och Max Palmer.